# Association Sportive Jeunesse de Soyaux 2015-2016
Questa voce raccoglie le informazioni riguardanti la squadra femminile dell'Association sportive jeunesse Soyaux-Charente nelle competizioni ufficiali della stagione 2015-2016.

## Divise e sponsor
La grafica delle divise casalinghe ripropone i colori sociali del club, il blu e il bianco. Il main sponsor era l'istituto di credito Crédit Agricole Charente Périgord, lo sponsor tecnico, fornitore delle tenute da gioco, Puma.
| Casa | Trasferta |

## Organigramma societario
Area tecnica
- Allenatore: Jean Paredes
- Vice allenatore:
- Preparatore dei portieri: Thomas Mounier
- Preparatori atletici:
- Medico sociale:

## Rosa
Rosa, ruoli e numeri di maglia come da sito ufficiale, aggiornata al 14 luglio 2015, integrata dal sito footofeminin.fr.
| N. |                    | Ruolo | Calciatrice        |
| -- | ------------------ | ----- | ------------------ |
| 1  | Francia (bandiera) | P     | Amandine Guerin    |
| 2  | Francia (bandiera) | C     | Anaïs Dumont       |
| 3  | Francia (bandiera) | D     | Mélanie Alleron    |
| 4  | Francia (bandiera) | C     | Justine Deschamps  |
| 5  | Camerun (bandiera) | D     | Aurelle Awona      |
| 7  | Francia (bandiera) | C     | Mélissa Godart     |
| 8  | Francia (bandiera) | C     | Alison Rouyer      |
| 9  | Francia (bandiera) | A     | Marion David       |
| 10 | Francia (bandiera) | A     | Gwendoline Djebbar |
| 11 | Francia (bandiera) | D     | Viviane Boudaud    |
| 12 | Francia (bandiera) | C     | Maud Hurault       |
| 13 | Francia (bandiera) | C     | Anna Clérac        |
| 14 | Algeria (bandiera) | C     | Lydia Belkacemi    |
| 15 | Francia (bandiera) | D     | Mégane Catalano    |

| N. |                    | Ruolo | Calciatrice        |
| -- | ------------------ | ----- | ------------------ |
| 16 | Francia (bandiera) | P     | Prescillia Dufrene |
| 17 | Francia (bandiera) | A     | Laura Bourgouin    |
| 18 | Francia (bandiera) | D     | Nolwenn Chapron    |
| 19 | Francia (bandiera) | C     | Julie Thibaud      |
| 20 | Francia (bandiera) | C     | Laura Lepine       |
| 21 | Francia (bandiera) | D     | Lauriane Dessalles |
| 22 | Francia (bandiera) | C     | Siga Tandia        |
| 23 | Francia (bandiera) | A     | Solenne Ninot      |
| 24 | Francia (bandiera) | A     | Kelly Koné         |
| 25 | Francia (bandiera) | A     | Marion Leroy       |
| 26 | Francia (bandiera) | A     | Allison Blais      |
| 27 | Francia (bandiera) | D     | Cynthia Viana      |
| 28 | Turchia (bandiera) | D     | İpek Kaya          |
|    | Francia (bandiera) | A     | Niakaté Yakare     |

## Calciomercato

### Sessione estiva
| Acquisti | Acquisti           | Acquisti            | Acquisti |
| R.       | Nome               | da                  | Modalità |
| -------- | ------------------ | ------------------- | -------- |
| P        | Prescillia Dufrene | Vineuil-Brion       | [ 1 ]    |
| D        | Mégane Catalano    | Yzeure              | [ 1 ]    |
| D        | İpek Kaya          | Condéen             | [ 1 ]    |
| C        | Maud Hurault       | Guingamp            | [ 1 ]    |
| A        | Allison Blais      | Yzeure              | [ 1 ]    |
| A        | Yakaré Niakaté     | Évreux              | [ 1 ]    |
| A        | Solenne Ninot      | Issy-les-Moulineaux | [ 1 ]    |

| Cessioni | Cessioni           | Cessioni        | Cessioni   |
| R.       | Nome               | a               | Modalità   |
| -------- | ------------------ | --------------- | ---------- |
| P        | Alizée Nadal       | Bordeaux        | [ 1 ]      |
| D        | Marina Pascaud     |                 | ritirata   |
| C        | Charlotte Bilbault | FCF Juvisy      | [ 1 ]      |
| C        | Soriana Constant   | Tolosa          | [ 1 ]      |
| C        | Jennifer Maïer     |                 | ritirata   |
| C        | Makan Traoré       | Olympique Lione | definitivo |
| A        | Gwenaëlle Migot    | Orvault         | [ 1 ]      |

### Sessione invernale
| Acquisti | Acquisti | Acquisti | Acquisti |
| R.       | Nome     | da       | Modalità |
| -------- | -------- | -------- | -------- |
|          |          |          |          |

| Cessioni | Cessioni        | Cessioni | Cessioni |
| R.       | Nome            | a        | Modalità |
| -------- | --------------- | -------- | -------- |
| D        | Mégane Catalano | Monteux  |          |
| A        | Marion Leroy    | Le Mans  |          |

## Risultati

### Division 1

#### Girone di andata
| Arbitro: | Buffart |

|  |           |            |
|  | Marcatori | 3’ Hurault |

| Arbitro: | Maubacq |

|  |           |                          |
|  | Marcatori | 39’ Cristiane 75’ Mittag |

| Arbitro: | Dallongeville |

|                |           |                     |
| Peruzzetto 67’ | Marcatori | 21’ Leroy 45’ Blais |

| Arbitro: | Burban |

|                             |           |                                 |
| Bourgouin 51’ Boudaud 90+2’ | Marcatori | 70’ Fragoli 83’, 87’ Pasquereau |

| Albi 4 ottobre 2015, ore 15:00 CEST 5ª giornata | ASPTT Albi | 0 – 0 referto | Soyaux | Stadio Maurice Rigaud (500 spett.)\| Arbitro: \| Mougeot \| |
| Arbitro:                                        | Mougeot    |               |        |                                                             |

| Arbitro: | Labadot-Cadinot |

|  |           |            |
|  | Marcatori | 61’ Catala |

| Arbitro: | Coppola |

|                           |           |                                       |
| Guellati 33’ De Sousa 42’ | Marcatori | 2’ Deschamps 48’ Bourgouin 88’ Clerac |

| Arbitro: | Lasalle |

|                   |           |              |
| Ngo Ndoumbouk 86’ | Marcatori | 5’ Bourgouin |

| Arbitro: | Coppola |

|  |           |                                                        |
|  | Marcatori | 3’, 53’ Léger 23’, 33’ Tonazzi 61’, 72’ Andressa Alves |

| Arbitro: | Buffart |

|                                                                                       |           |               |
| Abily 14’ Le Sommer 34’ Kumagai 37’ (rig.) Hegerberg 39’, 48’ Henry 41’ Lavogez 90+1’ | Marcatori | 62’ Deschamps |

| Soyaux 6 dicembre 2015, ore 14:30 CET 11ª giornata | Soyaux     | 0 – 0 referto | Nîmes | Stadio Léo Lagrange (401 spett.)\| Arbitro: \| Vanstaevel \| |
| Arbitro:                                           | Vanstaevel |               |       |                                                              |

#### Girone di ritorno
| Arbitro: | Labadot-Cadinot |

|                                    |           |           |
| Clerac 35’, 57’ Bourgouin 51’, 59’ | Marcatori | 41’ Plaza |

| Arbitro: | Mougeot |

|                                 |           |  |
| Mittag 13’ Cristiane 84’, 90+3’ | Marcatori |  |

| Arbitro: | Labadot-Cadinot |

|             |           |                  |
| Boudaud 35’ | Marcatori | 58’, 76’ Palacin |

| Arbitro: | Lasalle |

|                          |           |                                      |
| Peslerbe 37’ Liaigre 61’ | Marcatori | 24’ Bourgouin 40’ Clerac 78’ Djebbar |

| Arbitro: | Buffart |

|                                     |           |  |
| Boudaud 34’ Blais 48’ Bourgouin 83’ | Marcatori |  |

| Arbitro: | Bartnik |

|                                              |           |               |
| Catala 47’ Coquet 65’ Diani 81’ Gréboval 88’ | Marcatori | 45’ Bourgouin |

| Arbitro: | Maubacq |

|  |           |                       |
|  | Marcatori | 45’ Alard 90’ Saunier |

| Arbitro: | Burban |

|                           |           |  |
| Boudaud 57’ Bourgouin 61’ | Marcatori |  |

| Arbitro: | Dallongeville |

|                                                                             |           |  |
| Tonazzi 4’, 13’, 62’ Gauvin 20’ Asseyi 46’ Jakobsson 50’ Andressa Alves 73’ | Marcatori |  |

| Arbitro: | Labadot-Cadinot |

|               |           |                                             |
| Deschamps 28’ | Marcatori | 8’, 77’, 89’ Hegerberg 81’ Bremer 84’ Henry |

| Arbitro: | Bartnik |

|                         |           |                                 |
| Oumeur 59’ Saulnier 75’ | Marcatori | 3’ Thibaud 82’ (rig.) Bourgouin |

### Coppa di Francia
| Arbitro: | Coppola |

|                                     |                      |                                       |
| Barbe 27’                           | Marcatori            | 64’ Djebbar                           |
| Aimé Lardez Lacroix Barbe Saboulard | Tiri di rigore 5 – 4 | Dumont Djebbar Tandia Awona Bourgouin |

## Statistiche

### Statistiche di squadra
| Competizione     | Punti | In casa | In casa | In casa | In casa | In casa | In casa | In trasferta | In trasferta | In trasferta | In trasferta | In trasferta | In trasferta | Totale | Totale | Totale | Totale | Totale | Totale | DR  |
| Competizione     | Punti | G       | V       | N       | P       | Gf      | Gs      | G            | V            | N            | P            | Gf           | Gs           | G      | V      | N      | P      | Gf     | Gs     | DR  |
| ---------------- | ----- | ------- | ------- | ------- | ------- | ------- | ------- | ------------ | ------------ | ------------ | ------------ | ------------ | ------------ | ------ | ------ | ------ | ------ | ------ | ------ | --- |
| Division 1       | 47    | 11      | 3       | 1       | 7       | 13      | 22      | 11           | 4            | 3            | 4            | 14           | 29           | 22     | 7      | 4      | 11     | 27     | 51     | -24 |
| Coppa di Francia | -     | -       | -       | -       | -       | -       | -       | 1            | 0            | 1            | 0            | 1            | 1            | 1      | 0      | 1      | 0      | 1      | 1      | 0   |
| Totale           | -     | 11      | 3       | 1       | 7       | 13      | 22      | 12           | 4            | 4            | 4            | 15           | 30           | 23     | 7      | 5      | 11     | 28     | 52     | -24 |

### Andamento in campionato
| Giornata  | 1 | 2 | 3 | 4 | 5 | 6 | 7 | 8 | 9 | 10 | 11 | 12 | 13 | 14 | 15 | 16 | 17 | 18 | 19 | 20 | 21 | 22 |
| --------- | - | - | - | - | - | - | - | - | - | -- | -- | -- | -- | -- | -- | -- | -- | -- | -- | -- | -- | -- |
| Luogo     | T | C | T | C | T | C | T | T | C | T  | C  | C  | T  | C  | T  | C  | T  | C  | C  | T  | C  | T  |
| Risultato | V | P | V | P | N | P | V | N | P | P  | N  | V  | P  | P  | V  | V  | P  | P  | V  | P  | P  | N  |
| Posizione | 5 | 6 | 6 | 7 | 6 | 7 | 5 | 5 | 6 | 7  | 6  | 6  | 7  | 8  | 7  | 5  | 6  | 6  | 6  | 6  | 7  | 7  |

Legenda:

Luogo: C = Casa; T = Trasferta. Risultato: V = Vittoria; N = Pareggio; P = Sconfitta.

### Statistiche delle giocatrici
| Giocatore    | Division 1 | Division 1 | Division 1  | Division 1 | Coppa di Francia | Coppa di Francia | Coppa di Francia | Coppa di Francia | Totale   | Totale | Totale      | Totale     |
| Giocatore    | Presenze   | Reti       | Ammonizioni | Espulsioni | Presenze         | Reti             | Ammonizioni      | Espulsioni       | Presenze | Reti   | Ammonizioni | Espulsioni |
| ------------ | ---------- | ---------- | ----------- | ---------- | ---------------- | ---------------- | ---------------- | ---------------- | -------- | ------ | ----------- | ---------- |
| M. Alleron   | 0          | 0          | 0           | 0          | -                | -                | -                | -                | 0        | 0      | 0           | 0          |
| A. Awona     | 16         | 0          | 1           | 0          | 1                | 0                | 0                | 0                | 17       | 0      | 1           | 0          |
| L. Belkacemi | 13         | 0          | 2           | 0          | -                | -                | -                | -                | 13       | 0      | 2           | 0          |
| V. Boudaud   | 20         | 4          | 1           | 0          | 1                | 0                | 0                | 0                | 21       | 4      | 1           | 0          |
| A. Blais     | 21         | 2          | 1           | 0          | 1                | 0                | 0                | 0                | 22       | 2      | 1           | 0          |
| L. Bourgouin | 19         | 10         | 2           | 0          | 1                | 0                | 0                | 0                | 20       | 10     | 2           | 0          |
| C. Canon     | 1          | 0          | 0           | 0          | -                | -                | -                | -                | 1        | 0      | 0           | 0          |
| M. Catalano  | 2          | 0          | 0           | 0          | -                | -                | -                | -                | 2        | 0      | 0           | 0          |
| N. Chapron   | -          | -          | -           | -          | -                | -                | -                | -                | -        | -      | -           | -          |
| M. Chauvin   | 0          | 0          | 0           | 0          | -                | -                | -                | -                | 0        | 0      | 0           | 0          |
| A. Clerac    | 19         | 4          | 0           | 0          | -                | -                | -                | -                | 19       | 4      | 0           | 0          |
| J. Deschamps | 22         | 3          | 3           | 0          | 1                | 0                | 0                | 0                | 23       | 3      | 3           | 0          |
| L. Dessalles | 1          | 0          | 0           | 0          | 0                | 0                | 0                | 0                | 1        | 0      | 0           | 0          |
| G. Djebbar   | 13         | 1          | 1           | 0          | 1                | 1                | 0                | 0                | 14       | 2      | 1           | 0          |
| A. Dumont    | 22         | 0          | 2           | 0          | 1                | 0                | 0                | 0                | 23       | 0      | 2           | 0          |
| L. Esnault   | 0          | 0          | 0           | 0          | -                | -                | -                | -                | 0        | 0      | 0           | 0          |
| M. Godart    | 22         | 0          | 2           | 0          | 1                | 0                | 0                | 0                | 23       | 0      | 2           | 0          |
| A. Guérin    | 14         | -29        | 1           | 0          | 1                | -1               | 0                | 0                | 15       | -30    | 1           | 0          |
| M. Hurault   | 15         | 1          | 1           | 0          | 1                | 0                | 0                | 0                | 16       | 1      | 1           | 0          |
| İ. Kaya      | 2          | 0          | 0           | 0          | -                | -                | -                | -                | 2        | 0      | 0           | 0          |
| K. Koné      | 10         | 0          | 1           | 0          | 1                | 0                | 0                | 0                | 11       | 0      | 1           | 0          |
| L. Lepine    | 1          | 0          | 0           | 0          | -                | -                | -                | -                | 1        | 0      | 0           | 0          |
| M. Leroy     | 11         | 1          | 0           | 0          | -                | -                | -                | -                | 11       | 1      | 0           | 0          |
| C. Moinet    | 8          | -22        | 0           | 0          | 0                | 0                | 0                | 0                | 8        | -22    | 0           | 0          |
| S. Ninot     | 3          | 0          | 0           | 0          | -                | -                | -                | -                | 3        | 0      | 0           | 0          |
| P. Pagnoux   | 1          | 0          | 0           | 0          | -                | -                | -                | -                | 1        | 0      | 0           | 0          |
| S. Tandia    | 13         | 0          | 0           | 0          | 1                | 0                | 0                | 0                | 14       | 0      | 0           | 0          |
| J. Thibaud   | 14         | 1          | 0           | 0          | 1                | 0                | 0                | 0                | 15       | 1      | 0           | 0          |
| C. Viana     | 20         | 0          | 2           | 0          | 1                | 0                | 0                | 0                | 21       | 0      | 2           | 0          |